# Triainolepis
Triainolepis é um género botânico com 23 espécies pertencente à família Rubiaceae.
É nativa do leste e sul da África tropical e do Oceano Índico.

## Taxonomia
O gênero foi descrito por Joseph Dalton Hooker e publicado em Genera Plantarum 2: 126. 1873.
1. ↑  Royal Botanic Garden
2. ↑  Triainolepis en PlantList/
3. ↑  «Triainolepis». Tropicos.org. Missouri Botanical Garden. Consultado em 30 de janeiro de 2013